# Robert Traylor
Robert DeShaun "Tractor" Traylor (Detroit, Míchigan, 1 de febrero de 1977-Isla Verde, Puerto Rico, 11 de mayo de 2011) fue un jugador de baloncesto estadounidense que disputó 7 temporadas en la NBA. Medía 2,03 y pesaba 131 kilos, y jugaba en la posición de ala-pívot.

## Trayectoria deportiva

### Universidad
Tras haber sido incluido en el equipo McDonald's All-American en su etapa de high school el mismo año que Kevin Garnett, Vince Carter y Paul Pierce, jugó durante 3 temporadas con los Wolverines de la Universidad de Míchigan, en las que promedió 13,3 puntos y 8,2 rebotes por partido. En 1997 rompió un tablero después de realizar un mate ante Boise State, para posteriormente conquistar junto a su equipo el Torneo NIT, en el que fue nombrado MVP. Pero ese mismo año, tras un accidente que sufrió junto a su compañero Maurice Taylor en un Ford Explorer, un vehículo de alta gama, se destapó un escándalo en su universidad, al preguntarse las autoridades cómo un jugador universitario amateur podría disponer de un vehículo como ese. Al final se descubrió que varios jugadores de los Wolverines eran pagados con dinero procedente de apuestas con el fin de blanquear el mismo. En el escándalo también se vieron involucrados  Louis Bullock, Chris Webber y otros jugadores, siendo acusados de fraude fiscal.

### Profesional
Fue elegido en la sexta posición del Draft de la NBA de 1998 por Dallas Mavericks, pero fue inmediatamente traspasado a Milwaukee Bucks a cambio de Pat Garrity y el alemán desconocido por aquella época, Dirk Nowitzki. Éste fue elegido más adelante como MVP de la NBA, el primer europeo en lograrlo, mientras Traylor fue incluido en la famosa lista de Sports Illustrated de las mayores chapuzas del Draft de la NBA.
Jugó dos temporadas en Milwaukee, para ser posteriormente traspasado a Cleveland Cavaliers, donde realizó funciones de suplente. Al año siguiente sería enviado a Charlotte Hornets, equipo en el cual permaneció 3 temporadas para después regresar a Cleveland. Tras un año en los Cavs, y después de probar con varios equipos, estuvo a punto de fichar por New Jersey Nets, pero los problemas de obesidad que le persiguieron durante toda su carrera, le hicieron no pasar el reconocimiento médico. En sus siete años en la NBA promedió 4,8 puntos y 3,7 rebotes por partido.
Decidió ir a jugar a España, concretamente al Gestibérica Vigo de la LEB 2 en el tramo final de la temporada 2006_07, equipo en el que jugó 6 partidos y en el que pese a promediar 15.5 puntos, 10.2 rebotes, 2 tapones no logró  que el equipo eludiera el descenso de categoría.
En junio de 2007 firmó con los Cangrejeros de Santurce de la liga BSN de Puerto Rico.
El verano de 2009 probó fortuna en la NBA Summer League de Las Vegas con los Cleveland Cavaliers, donde tuvo una discreta actuación promediando 5 puntos y 5 rebotes en 4 partidos.
La temporada 2008/09 ficha por el Kepez Bld Antalya de la liga de baloncesto de Turquía donde sus números de 14.3 puntos, 8.4 rebotes, 2.1 asistencias le sirvieron para ser elegido como mejor pívot de la competición, además de para ser designado como parte del quinteto ideal de la TBL.
La temporada 2009/10 ficha por el Martos Napoli de la liga de baloncesto de Italia. Los problemas financieros del equipo le hicieron abandonar. En la temporada 2010/2011 se encuentra jugando en la serie final con los Vaqueros de Bayamón de la liga BSN de Puerto Rico, con unas cifras promedio de 9,9 puntos, 10,1 rebotes, 2,4 asistencias 1,2 robos de balón y 1 tapón.
En noviembre de 2010 se incorpora al equipo de los Halcones UV Xalapa.
En la temporada del BSN 2011 en Puerto Rico, se incorporó al equipo de los Vaqueros de Bayamón, con su apoderado José Carlos Pérez.

### Selección nacional
Representó a su país en el Campeonato FIBA Américas Sub-19 de 1994, donde los estadounidenses se consagraron campeones. 

## Estadísticas de su carrera en la NBA

### Temporada regular
| Año     | Equipo      | PJ  | PT | MPP  | %TC  | %3P   | %TL  | RPP | APP | ROB | TPP | PPP |
| ------- | ----------- | --- | -- | ---- | ---- | ----- | ---- | --- | --- | --- | --- | --- |
| 1998–99 | Milwaukee   | 49  | 43 | 16.0 | .537 | .000  | .538 | 3.7 | 0.8 | 0.9 | 0.9 | 5.3 |
| 1999–00 | Milwaukee   | 44  | 16 | 10.2 | .475 | .000  | .603 | 2.6 | 0.5 | 0.6 | 0.6 | 3.6 |
| 2000–01 | Cleveland   | 70  | 7  | 17.3 | .497 | .000  | .567 | 4.3 | 0.9 | 0.7 | 1.1 | 5.7 |
| 2001–02 | Charlotte   | 61  | 1  | 11.1 | .426 | 1.000 | .631 | 3.1 | 0.6 | 0.4 | 0.6 | 3.7 |
| 2002–03 | New Orleans | 69  | 0  | 12.3 | .443 | .333  | .648 | 3.8 | 0.7 | 0.7 | 0.5 | 3.9 |
| 2003–04 | New Orleans | 71  | 0  | 13.3 | .505 | .400  | .547 | 3.7 | 0.6 | 0.5 | 0.5 | 5.1 |
| 2004–05 | Cleveland   | 74  | 6  | 17.9 | .444 | .000  | .539 | 4.5 | 0.8 | 0.7 | 0.7 | 5.5 |
| Total   | Total       | 438 | 73 | 14.3 | .474 | .167  | .577 | 3.7 | 0.7 | 0.6 | 0.7 | 4.8 |

### Playoffs
| Año     | Equipo      | PJ | PT | MPP  | %TC  | %3P  | %TL  | RPP | APP | ROB | TPP | PPP |
| ------- | ----------- | -- | -- | ---- | ---- | ---- | ---- | --- | --- | --- | --- | --- |
| 1998–99 | Milwaukee   | 3  | 1  | 15.0 | .778 | .000 | .500 | 4.0 | 0.7 | 0.7 | 1.3 | 5.3 |
| 1999–00 | Milwaukee   | 1  | 0  | 4.0  | .000 | .000 | .000 | 2.0 | 1.0 | 0.0 | 1.0 | 0.0 |
| 2001–02 | Charlotte   | 8  | 0  | 7.8  | .350 | .000 | .667 | 2.0 | 0.4 | 0.3 | 0.3 | 2.3 |
| 2002–03 | New Orleans | 6  | 0  | 15.7 | .455 | .000 | .250 | 5.0 | 0.7 | 0.5 | 0.8 | 3.5 |
| 2003–04 | New Orleans | 4  | 0  | 10.0 | .444 | .000 | .667 | 2.5 | 0.3 | 0.8 | 0.3 | 2.5 |
| Total   | Total       | 22 | 1  | 11.1 | .459 | .000 | .529 | 3.2 | 0.5 | 0.5 | 0.6 | 3.0 |

## Problemas legales
Traylor fue declarado culpable por la corte federal de Detroit en enero de 2007 de un delito de fraude fiscal, a causa de su relación con un conocido traficante de marihuana (y primo de Traylor), por el que se enfrentó a una pena de entre 8 y 14 meses, aunque finalmente el juez Avern Cohn le sentenció a unos pocos meses de prisión.
Más recientemente ha sido acusado de blanquear más de 4 millones de dólares procedentes del tráfico de cocaína y marihuana.

## Muerte
El 11 de mayo de 2011, Traylor fue encontrado muerto en su apartamento en San Juan, Puerto Rico. Anteriormente había sido operado del corazón, por lo que se presume que la causa de la muerte fue un ataque cardíaco.
Traylor llevaba unos partidos sin jugar debido a una lesión en la pierna. El día de su fallecimiento se encontraba hablando con su esposa en su apartamento en Mirabella, Isla verde, San Juan de Puerto Rico, y ella se comunicó con el apoderado cuando de repente se cortó la llamada. Fue su esposa quien alertó al apoderado de los Vaqueros de Bayamón para que fuera a donde él residía y lo encontraron muerto.